# Siergiej Sajczik
Siergiej Jewgienijewicz Sajczik (ros. Сергей Евгеньевич Сайчик, ur. 26 lutego 1957 w Mołotowie, zm. 5 grudnia 2000 w Petersburgu) – radziecki skoczek narciarski narodowości rosyjskiej. Występował na arenie międzynarodowej w latach 1975–1980. 
Występował w 24., 25., 26., 27. i 28. Turnieju Czterech Skoczni. Najlepszą jego pozycją było 16. miejsce 4 stycznia 1979 w Innsbrucku.
Wziął udział Pucharze Świata 1979/1980, gdzie zajął 51. miejsce w klasyfikacji generalnej, z dorobkiem 18 punktów.
Punktował w nim trzykrotnie, w zawodach rozgrywanych w ramach Turnieju Szwajcarskiego: był 7. w Sankt Moritz, 11. w Gstaad i ponownie 7. w Engelbergu.